# Markus Murfuni
Markus Murfuni (* 24. November 1976 in Bergneustadt; geborener Markus Krauthoff) ist ein ehemaliger deutscher   Handballspieler, heutiger Handballtrainer und Personalberater. Er war über zwei Jahrzehnte im leistungsorientierten Handball aktiv und spielte in der Handball-Bundesliga sowie in der Schweizer Nationalliga A. Nach seiner aktiven Laufbahn war er unter anderem in der 2. Handball-Bundesliga als Cheftrainer tätig.

## Karriere als Spieler
Murfuni begann seine Profikarriere in der 2. Handball-Bundesliga bei der HSG Düsseldorf (1999–2001). Es folgten Engagements in der 1. Bundesliga bei der SG Solingen (2001–2002), SG Wallau/Massenheim (2002–2003) und dem VfL Pfullingen (2003–2004).
Ab 2004 war er in der Schweizer Nationalliga A aktiv: zunächst bei der SG Stans (2004–2005), anschließend bei den Kadetten Schaffhausen (2005–2008), beim Grasshopper Club Zürich (2008–2009) sowie bei Pfadi Winterthur (2009–2013). In dieser Zeit bestritt er 302 Spiele in der Nationalliga A und warf dabei 1004 Tore.

### Titel als Spieler
- 3 × Schweizer Meister
- 2 × Schweizer Pokalsieger
- 3 × Schweizer Supercupsieger
- 2 × Teilnahme an der EHF Champions League
- 1 × Teilnahme am Europapokal

## Trainerlaufbahn
Murfuni ist seit 2015 Inhaber der DOSB A-Trainerlizenz im Handball. Nach seiner aktiven Karriere war Murfuni Co-Trainer bei den Kadetten Schaffhausen (2013–2016), wo er erneut drei Meistertitel sowie weitere Pokalerfolge feiern konnte. Es folgten Stationen als sportlicher Leiter und Jugendleiter beim TuS Derschlag e.V. (2016–2019), Co-Trainer und Jugendkoordinator beim ThSV Eisenach (2019–2020) sowie Cheftrainer des Zweitligateams von ThSV Eisenach (2020–2022).
Seit 2022 ist Murfuni Cheftrainer und sportlicher Leiter beim HC Gelpe/Strombach (NRW-Liga).

### Titel als Trainer
- 3× Schweizer Meister (als Co-Trainer)
- 2× Schweizer Pokalsieger (als Co-Trainer)
- 3× Schweizer Supercupsieger (als Co-Trainer)
- 2× Teilnahme an der EHF Champions League (als Co-Trainer)
- 1× Teilnahme am Europapokal (als Co-Trainer)
- Deutscher Vize-Amateurpokalsieger 2023 mit HC Gelpe/Strombach

## Weitere berufliche Tätigkeiten
Parallel zur sportlichen Laufbahn ist Murfuni in der Personalberatung tätig. Er arbeitet als stellvertretender Leiter Research und Senior Consultant bei der Wilhelm AG in der Schweiz. Zudem unterstützt er in Teilzeit den Vertrieb der Fundraising-Software fundoo in Deutschland.
Er ist Mitwirkender (Co-Autor) an Projekten des Deutschen Handballbundes (DHB), darunter:
- Hanniballs Handballregeln (2022)
- Hanniball-Pass (2019)

## Privates
Markus Murfuni wurde als Markus Krauthoff geboren. Im Jahr 2016 nahm er nach der Heirat zunächst den Doppelnamen Krauthoff-Murfuni an, später nur noch Murfuni. Er lebt in Gummersbach, ist verheiratet und Vater einer Tochter (* 2011).